# Manfred Pranger
Manfred Pranger född 25 januari 1978 i Hall in Tirol är en österrikisk före detta alpin skidåkare som tävlade i slalom.
Prangers största framgång kom vid 2009 års världsmästerskap när han vann guld i slalom. I VM 2003 och VM 2007 slutade han på femte plats. Pranger har även vunnit 3 världscupsegar. Säsongen 04/05 slutade han trea i slalomcupen. Pranger avslutade sin karriär efter säsongen 13/14.

## Världscupsegrar
| Datum           | Plats      | Disciplin |
| --------------- | ---------- | --------- |
| 23 januari 2005 | Kitzbühel  | Slalom    |
| 25 januari 2005 | Schladming | Slalom    |
| 18 januari 2009 | Wengen     | Slalom    |